# Калюжная, Нина Фёдоровна
Нина Фёдоровна Калюжная (в девичестве Бугранова; 13 мая 1956, Бабарыкинский, Верхнеуральский район, Челябинская область) — советская биатлонистка, неоднократная чемпионка СССР. Мастер спорта СССР по лыжным гонкам (1979), мастер спорта СССР международного класса по биатлону (1984).

## Биография
В 1974 году, после окончания ГПТУ пошла работать электросварщицей на Магнитогорский металлургический комбинат, одновременно занималась на любительском уровне лыжными гонками. В 1979 году выполнила норматив мастера спорта.
С 1980 года перешла в биатлон. Выступала за спортивное общество «Труд» и город Магнитогорск. В 1980 году стала победительницей чемпионата РСФСР.
На чемпионате СССР 1982 года завоевала две золотые медали — в индивидуальной гонке на 10 к м и в эстафете в составе сборной РСФСР. В 1984 году снова выиграла чемпионский титул в эстафете, в 1985 году в этой дисциплине была бронзовым призёром, а в 1986 году завоевала серебро.
Побеждала на международных соревнованиях «Дружба» в Польше и Германии.
Окончила Челябинский государственный институт физической культуры (1987). В 1987 году закончила карьеру и перешла на тренерскую работу, работала в Центре детского творчества Орджоникидзевского района Магнитогорска. Перед выходом на пенсию снова работала электросварщицей. В 2010-е годы работала тренером спортсменов-паралимпийцев. Увлекается изготовлением керамических изделий народного промысла.